# Падерне-де-Альяріс
Падерне-де-Альяріс (гал. Paderne de Allariz, ісп. Paderne de Allariz) — муніципалітет в Іспанії, у складі автономної спільноти Галісія, у провінції Оренсе. Населення — 1597 осіб (2009).
Муніципалітет розташований на відстані близько 400 км на північний захід від Мадрида, 11 км на південний схід від Оренсе.
Муніципалітет складається з таких паррокій: Кантонья, Коусьєйро, Фігейредо, Фігейроа, Гольпельяс, Падерне, Сан-Лоуренсо-де-Сіабаль, Сан-Сальвадор-де-Моуріско, Сан-Шес, Сольбейра.

## Демографія
Динаміка населення (INE ):

## Галерея зображень

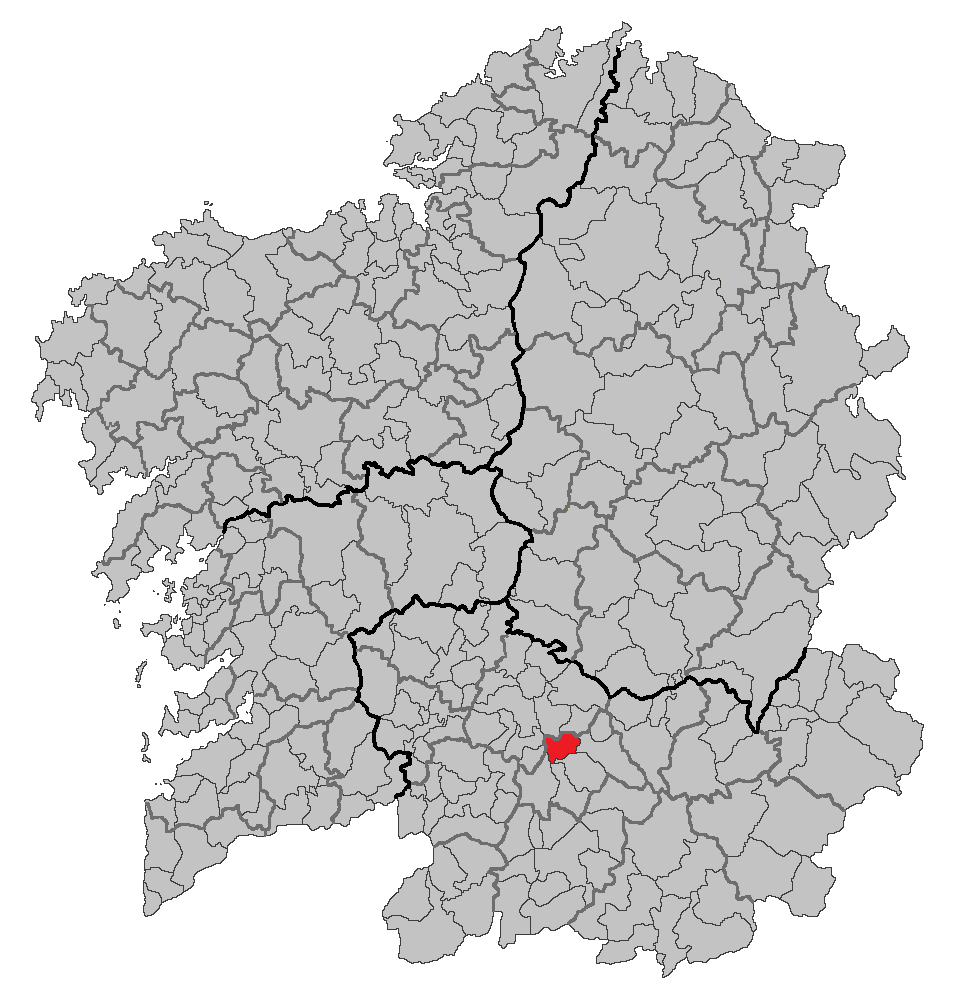
Розташування муніципалітету